# Caniapiscau
Caniapiscau ist eine regionale Grafschaftsgemeinde (französisch municipalité régionale de comté, MRC) in der kanadischen Provinz Québec.
Sie liegt in der Verwaltungsregion Côte-Nord und besteht aus sechs untergeordneten Verwaltungseinheiten (zwei Städte und vier gemeindefreie Gebiete). Die MRC wurde am 1. Januar 1982 gegründet. Der Hauptort ist Fermont. Die Einwohnerzahl beträgt 3280 und die Fläche 70.607,58 km², was einer Bevölkerungsdichte von 0,05 Einwohnern je km² entspricht.

## Gliederung
Stadt (ville)
- Fermont
- Schefferville

Gemeindefreies Gebiet (territoire non-organisé)
- Caniapiscau
- Lac-Juillet
- Lac-Vacher
- Rivière-Mouchalagane

Auf dem Gebiet der MRC Caniapiscau liegen auch die Indianerreservate Lac-John, Matimekosh und Kawawachikamach, die aber autonom verwaltet werden und Enklaven bilden.

## Angrenzende MRC und vergleichbare Gebiete
- Kativik
- Division Nr. 10, Neufundland und Labrador
- Sept-Rivières
- Manicouagan
- Le Fjord-du-Saguenay
- Jamésie